# Johann Wilhelm Ernst Sommer
Johann Wilhelm Ernst Sommer (* 31. März 1881 in Stuttgart; † 15. Oktober 1952 in Zürich) war ein deutscher methodistischer Bischof.

## Leben
Johann Wilhelm Ernst Sommer war der Sohn des Predigers Johann Jakob Sommer (1850–1925) und seiner englischen Frau Zillah Elizabeth geb. Barratt (1848–1935). Sommers Sohn war der nachmalige Bischof Jakob Karl Ernst Sommer. 
Nach kurzer Tätigkeit als Missionar in Armenien wirkte Sommer ab 1912 als Dozent am Missionsseminar Uchtenhagen des Hilfsbundes für christliches Liebeswerk im Orient in Falkenberg (Mark) und ab 1920 als Lehrer am methodistischen Predigerseminar in Frankfurt am Main. 1936 übernahm er die Leitung des Seminars. 1946 wurde er als Nachfolger von Friedrich Heinrich Otto Melle zum Bischof der Methodist Church, der Vorgängerin der Evangelisch-methodistischen Kirche, in Deutschland gewählt. Er vertrat seine Kirche 1948 bei der 1. Vollversammlung des Ökumenischen Rates der Kirchen in Amsterdam sowie beim Weltrat methodistischer Kirchen. An der Gründung der Arbeitsgemeinschaft Christlicher Kirchen in Deutschland 1947 war er führend beteiligt.